# Ueckermünde

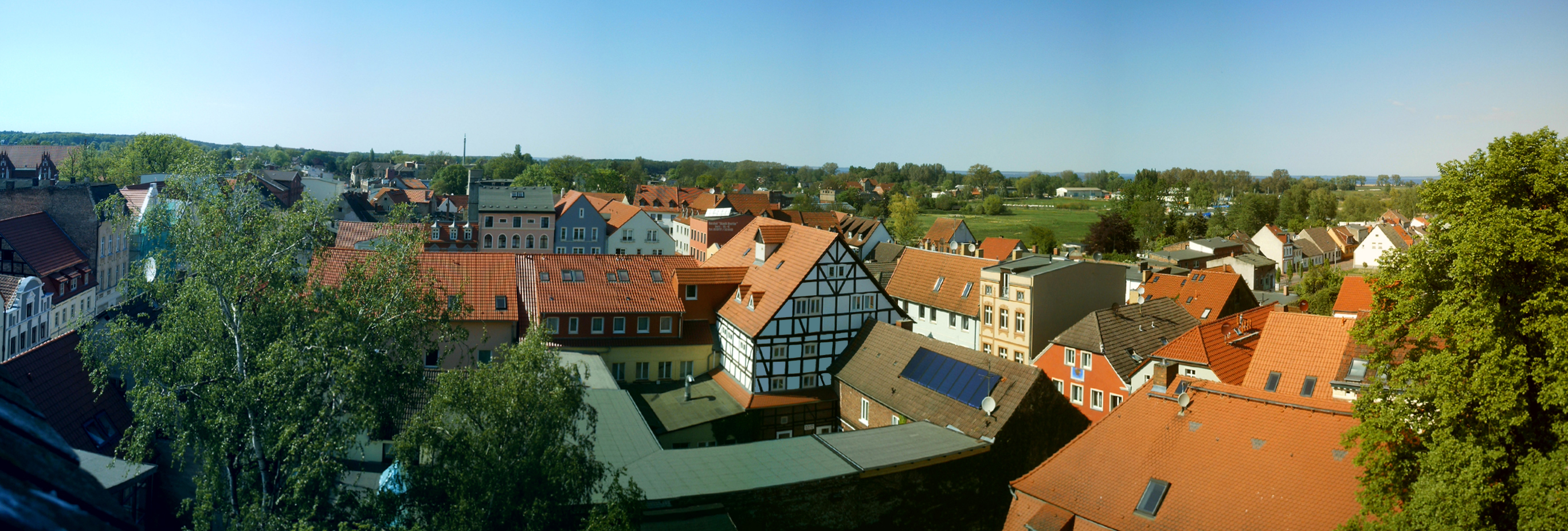
Altstadt von Ueckermünde

Markt

Ueckermünde (Aussprache [ˌʏkɐˈmʏndə]) (plattdeutsch: Ueckermünn)  ist eine amtsfreie Stadt im Landkreis Vorpommern-Greifswald im Nordosten von Mecklenburg-Vorpommern. Die Hafenstadt liegt an der Mündung der Uecker in das Stettiner Haff und ist das bevölkerungsmäßig kleinste der 18 Mittelzentren des Landes.
Die Stadt ist für ihren Tierpark, ihre gut erhaltene Altstadt mit vielen Baudenkmalen, den Stadthafen und das pommersche Residenzschloss sowie für ihr Strandbad bekannt.

## Geographie
Ueckermünde liegt an der Mündung der Uecker in das Stettiner Haff. Die Umgebung Ueckermündes ist – von einigen kaum 20 Meter Höhe erreichenden Erhebungen abgesehen – fast eben. Der Naturraum wird durch den Naturpark am Stettiner Haff geschützt. Südöstlich der Stadt erstreckt sich mit der Ueckermünder Heide das größte Waldgebiet Vorpommerns über 50 Kilometer bis zum polnischen Police (Pölitz). Zwischen 1936 und 1945 befanden sich hier auch zwei Sprengstofffabriken, bezeichnet mit den Tarnnamen See I und See II, landläufig Muna (Munitionsanstalten) genannt.

### Stadtgliederung
Zu Ueckermünde gehören die Ortsteile
- Bellin
- Berndshof

Das eigentliche Stadtgebiet gliedert sich in:
- Ueckermünde Ost (Gartenstadt)
- Ueckermünde West
- Ueckermünde Altstadt
- Neuendorf (Haffbad)
- Rochow

### Nachbargemeinden
Im Uhrzeigersinn (von Osten beginnend): Vogelsang-Warsin, Eggesin, Liepgarten, Lübs, Mönkebude und Grambin.

## Geschichte

### Name
Der Name leitet sich aus dem wendischen Ukrer her, einer slawischen Völkerschaft, die das Einzugsgebiet der Uecker vor 1200 bewohnte. Zum Jahr 934 erwähnt (der 968 schreibende) Widukind von Corvey den slawischen Stamm der Uchri. Andere Quellen nennen als Bezeichnungen auch Vucrani oder Ucrani und 1178 die Provinz Ucra. 1178 wird in Urkunden der Name Ucramund aufgeführt. Die Bezeichnungen der Bevölkerungsteile, der Landschaft und des Flusses wandelten sich später über Ukeremund und Ukeremunde im Jahr 1284 zu Ukermunde.

### Mittelalter

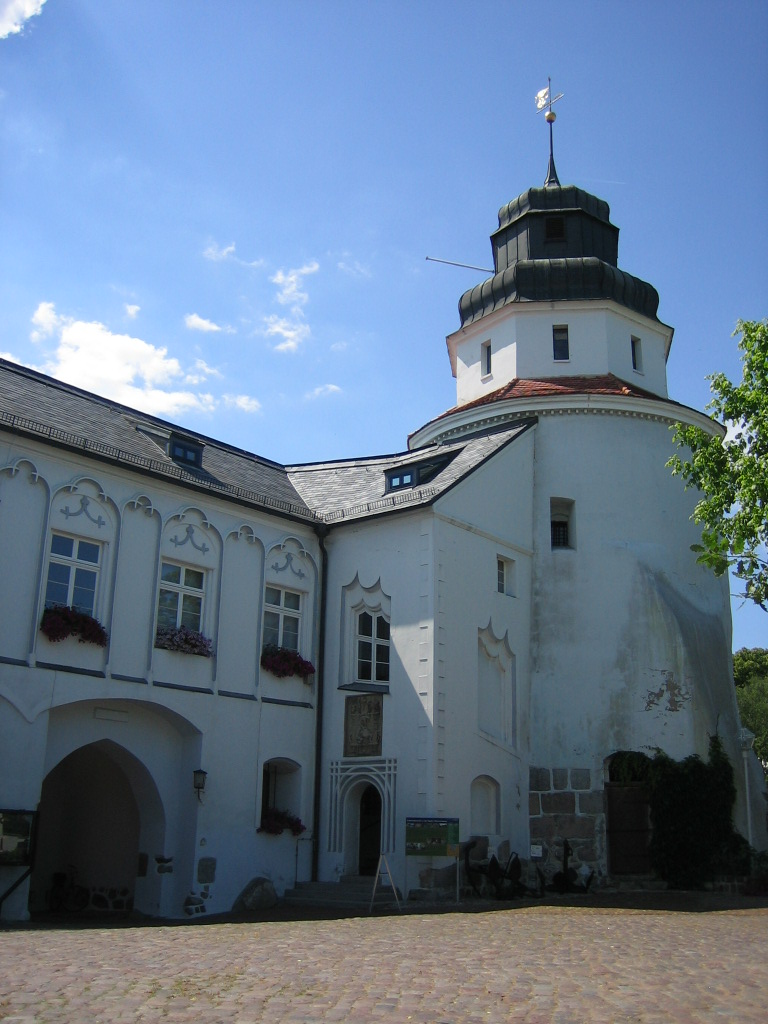
Schlossturm

In der altslawischen Zeit war Ueckermünde auf Grund seiner Lage eine Siedlung der Fischer.
1178 (andere Quellen 1223) wurde Ucramund erstmals urkundlich erwähnt und 1243 dem Kloster Grobe auf Usedom unterstellt. Um 1260 stiftete Herzog Barnim I. ein Kloster, und dem ursprünglichen Handelsplatz wurde das Stadtrecht nach lübischem Recht verliehen. 1276 wurde der Ort als civitas genannt und 1284 das castrum ukermunde, das zunächst als Burg errichtete Schloss der Herzöge von Pommern aus dem Greifenhaus.
Im 13. Jahrhundert erfolgte auch eine Stadtbefestigung mit Stadtmauer und zwei Toren, die der Belagerung durch brandenburgische Truppen standhielten. Bei dem großen Stadtbrand von 1473 fielen viele der mittelalterlichen Häuser und die Kirche den Flammen zum Opfer. Danach entstand die spätgotische Stadtkirche St. Marien, die 1753 für einen Neubau völlig niedergelegt wurde.
1540 wurde der Bau der vier Flügel des Schlosses durch den pommerschen Herzog Philipp I. begonnen und entsprechend einer Inschrift am Schlossturm 1546 fertiggestellt. Der Bau der gesamten Anlage mit Schloss, Marstall, Kapelle und Wirtschaftsgebäuden war 1551 beendet.

### 16. bis 19. Jahrhundert

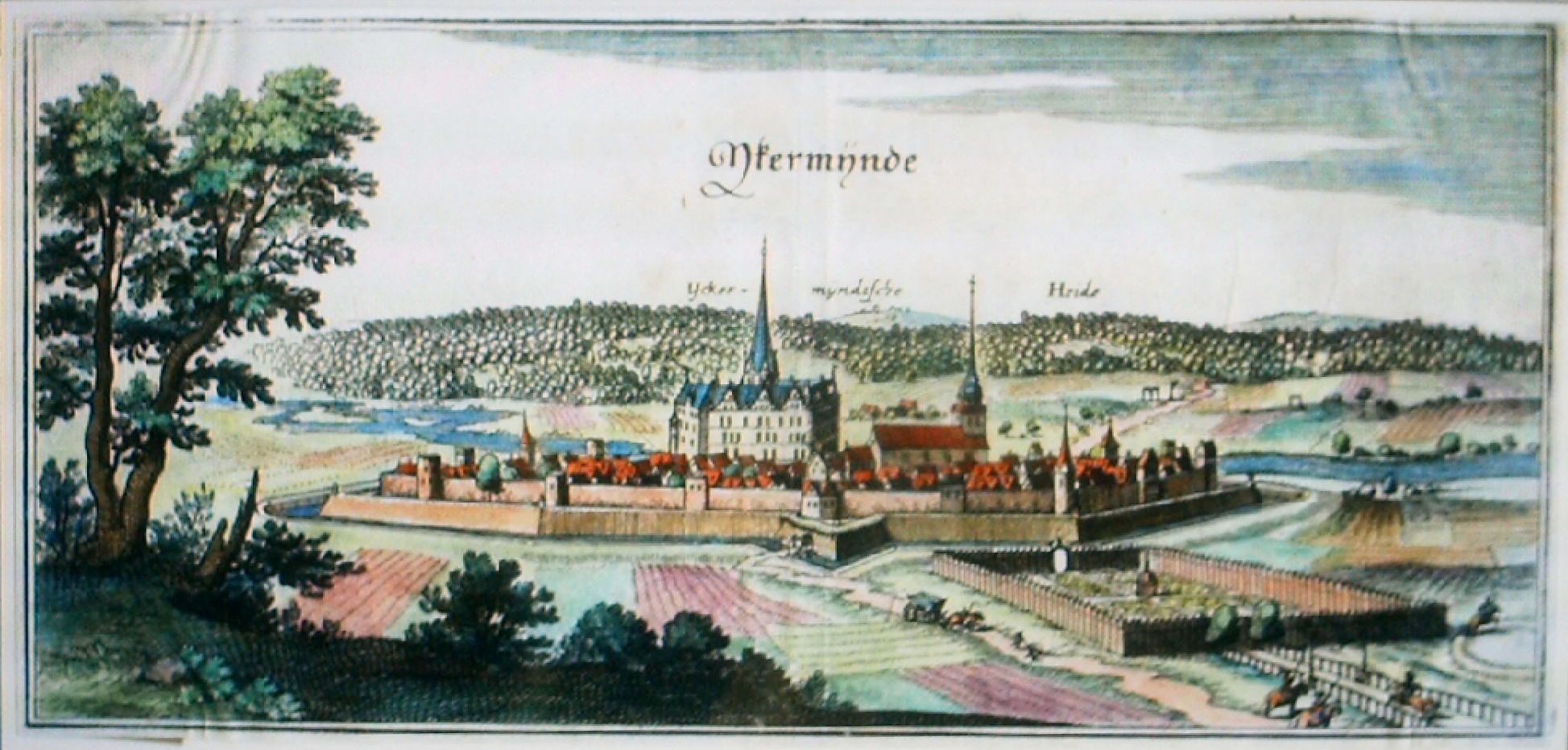
Ueckermünde im 17. Jahrhundert

Viele Belagerungen und wechselseitige Eroberungen der Stadt kennzeichneten die folgenden Jahrhunderte. Im Dreißigjährigen Krieg wurde die Stadt fast vollständig zerstört, von 1600 Einwohnern überlebten nur 15. Die Stadt kam danach immer wieder in wechselnden Besitz. 1631 wurden bei einem Stadtbrand etwa 40 Häuser vernichtet, darunter auch das Rathaus, 1639 gab es nur noch zehn bewohnbare Häuser. 1648 wurde die Stadt nach dem Westfälischen Frieden schwedisch. Königin Christina von Schweden beschloss, die Orte der Gegend mit Finnen und Livländern zu besiedeln.
Nachdem russische und sächsische Truppen im Großen Nordischen Krieg Stettin und Vorpommern besetzt hatten, übernahm Preußen gegen eine Zahlung von 400.000 Talern die vorläufige Verwaltung des Gebiets. Mit dem Frieden von Stockholm, wurde am 21. Januar (bzw. 1. Februar) 1720 der Erwerb Vorpommerns mit Stettin, Usedom und Wollin gegen eine Zahlung von zwei Millionen Talern beschlossen. Ueckermünde war damit preußisch geworden. Im selben Jahr wurde das baufällige Schloss bis auf den Südflügel und den Rest des Bergfrieds abgerissen.
Anfang des 18. Jahrhunderts sollen sich in Ueckermünde immer wieder namhafte Fürsten der damaligen Zeit aufgehalten haben: der Soldatenkönig Friedrich Wilhelm I. von Preußen, August III., König von Polen und Kurfürst von Sachsen, der König von Polen Stanislaus I. Leszczyński und der russische Zar Peter der Große.
Die schwedische Armee eroberte 1761 die Stadt und richtete im Schloss ihr Kommandantenquartier ein. 1766 wurde die gotische Kirche durch einen Neubau ersetzt. 1806 wurde Ueckermünde von französischen Truppen besetzt. Wie in der Zeit der Slawen lebten die Einwohner immer noch hauptsächlich vom Fischfang.
Ende des 18./Anfang des 19. Jahrhunderts begann die Stadt aufzublühen. Ähnlich wie in Torgelow wurden nach der Entdeckung des Raseneisenerzes mehrere Eisengießereien errichtet. Die Ziegelindustrie mit rund 50 Ziegeleien entstand im 19. Jahrhundert. Ueckermünde wurde zu einem bedeutenden Umschlagplatz, und auch der Schiffbau entwickelte sich. Von 1781 bis 1795 liefen in Ueckermünde 102 Schiffe vom Stapel. Nach der preußischen Verwaltungsreform entstand 1816 der Kreis Ueckermünde (mit 832 Quadratkilometern und 24.000 Einwohnern) im Regierungsbezirk Stettin der Provinz Pommern.
Um die Mitte des 19. Jahrhunderts verfügten die in Ueckermünde vertretenen Reeder über 27 Handelsschiffe.

### Neuere Geschichte
In der zweiten Hälfte des 19. Jahrhunderts entstanden viele neue Gebäude, die auch heute noch die Altstadt um Markt und St.-Marien-Kirche prägen. Ende des 19. Jahrhunderts wurde die damals als fortschrittlich geltende Provinzial-Irrenanstalt Ueckermünde (heute AMEOS Klinikum Ueckermünde) eingerichtet.
In der Zeit des Nationalsozialismus wurden die zehn bis zwölf noch in der Stadt befindlichen jüdischen Familien verfolgt, in die Emigration getrieben oder ermordet. Ein 1821 angelegter jüdischer Friedhof überstand den nationalsozialistischen Terror. Er verfiel später, wurde geschändet und kam 1961 durch die Einrichtung einer Gedenkstätte unter staatlichen Schutz. Während des Zweiten Weltkriegs wurde in der Sprengstofffabrik Ueckermünde, gelegen im Wald Richtung Eggesin, Sprengstoff produziert. Die Stadt wurde Ende April 1945 kampflos und damit ohne große Kriegszerstörungen sowjetischen Truppen übergeben.
1950 wurde das heute im Schloss untergebrachte Haffmuseum eröffnet und mehrfach erweitert. 1962 begann der Bau des 18 Hektar großen Tierparks Ueckermünde mit heute über 400 Tiere in fast 120 Arten und jährlich über 150.000 Besuchern. Ende der 1960er Jahre entstand mit einem Neubaugebiet im Osten der Stadt ein neuer Stadtteil, in dem bis zu 6000 Menschen wohnten.
Größter Betrieb der DDR-Zeit war eine Gießerei mit 1100 Beschäftigten. Sie gehört heute (2024) dem US-amerikanischen Autoteilezulieferer MAT Foundry Group. 1997 wurde die letzte von einstmals 50 Ziegeleien in Ueckermünde geschlossen.
Die Altstadt blieb während der DDR-Zeit weitgehend unverändert; allerdings erlitten viele Gebäude durch jahrzehntelangen Instandhaltungsrückstand große Bauschäden. Nach der Wiedervereinigung 1990 wurde die Stadt im Rahmen der Städtebauförderung saniert, zum Beispiel der historische Stadtkern mit dem erhaltenen Südflügel des Schlosses (Museum, Stadtverwaltung), das Alte Bollwerk und ein großer Teil des alten Hafens. Der Ortsteil Ueckermünde Ost (Gartenstadt) wurde im Zuge des Stadtumbaus Ost saniert. Dort gab es Plattenbauten mit hohem Wohnungsleerstand; diese wurden teilweise abgerissen.
Anfang der 1990er Jahre entstanden zahlreiche Hotels, Pensionen und Ferienwohnungen, ein Jachthafen mit 400 Liegeplätzen und 200 Ferienwohnungen wurde in der Nähe des Stettiner Haffs errichtet. 2001 erhielt Ueckermünde den Titel „Staatlich anerkannter Erholungsort“. Für seine vorbildliche stadtplanerische Zusammenarbeit mit den Städten Eggesin und Torgelow wurde Ueckermünde 2002 im Bundeswettbewerb „Stadtumbau Ost“ ausgezeichnet. Seit 2013 darf sich Ueckermünde Seebad nennen.
Von 1819 bis 1994 war Ueckermünde Kreisstadt des Kreises Ueckermünde, zunächst in der preußischen Provinz Pommern, 1952 bis 1990 im DDR-Bezirk Neubrandenburg, 1990–1994 im Land Mecklenburg-Vorpommern. Nach der Kreisgebietsreform am 12. Juni 1994 musste sie diesen Titel an Pasewalk, die Kreisstadt des neu entstandenen Landkreis Uecker-Randow abgeben. Seit der Kreisgebietsreform 2011 liegt Ueckermünde im Landkreis Vorpommern-Greifswald.
Haffbad

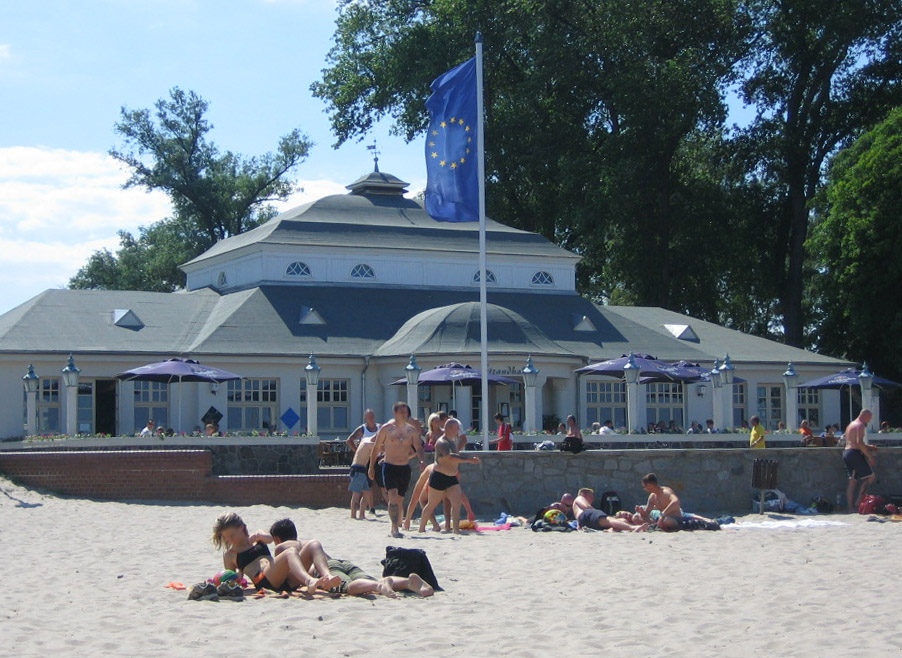
Strandhalle

1889 wurde die Flussbadeanstalt an der Uecker eröffnet, 1924 das Strandbad in Ueckermünde und 1927 das Haffbad mit der Strandhalle und dem Umkleidehäuschen. 1935 wurde der Städtische Bade- und Fremdenverkehrsverein gegründet. Aus dieser Zeit stammen auch die ersten Postkarten von Ueckermünde, auf denen „Haffbad Ueckermünde, der billige Badeort für erholungssuchende Arbeitsmenschen“ zu lesen war. Nach dem Krieg waren große Teile des Strandes zu Schützengräben aufgewühlt, der Anlegesteg, an dem Passagierschiffe und auch Wasserflugzeuge anlegten, war zerstört.
In den 1950er Jahren entstand eine Schiffsanlegestelle am Ueckerkopf (1959), der Strandpark wurde gestaltet und die Strandhalle wieder hergerichtet. In den 1960er Jahren wurde um die Stadt herum ein zehn Kilometer langer Gürtel zum Landschaftsschutzgebiet erklärt. 1969 kam es zur Bildung des Kommunalen Zweckverbandes Erholungswesen Haffküste Ueckermünde unter Verantwortung der Stadt Ueckermünde. Im Jahr darauf entstand unter der Bezeichnung „Hafftourist“ ein wirtschaftliches Kommunalprojekt der Gemeinden Ueckermünde, Mönkebude, Grambin und Vogelsang zur Förderung der gemeinsamen touristischen Interessen. Nach der Wende wurde der gesamte Strand saniert und barrierefrei ausgebaut. Die Wasserqualität ist zwar gegeben dennoch sind Sichttiefen von weniger als 1 m, im Sommer die Regel.
Ueckermünder Heilanstalt

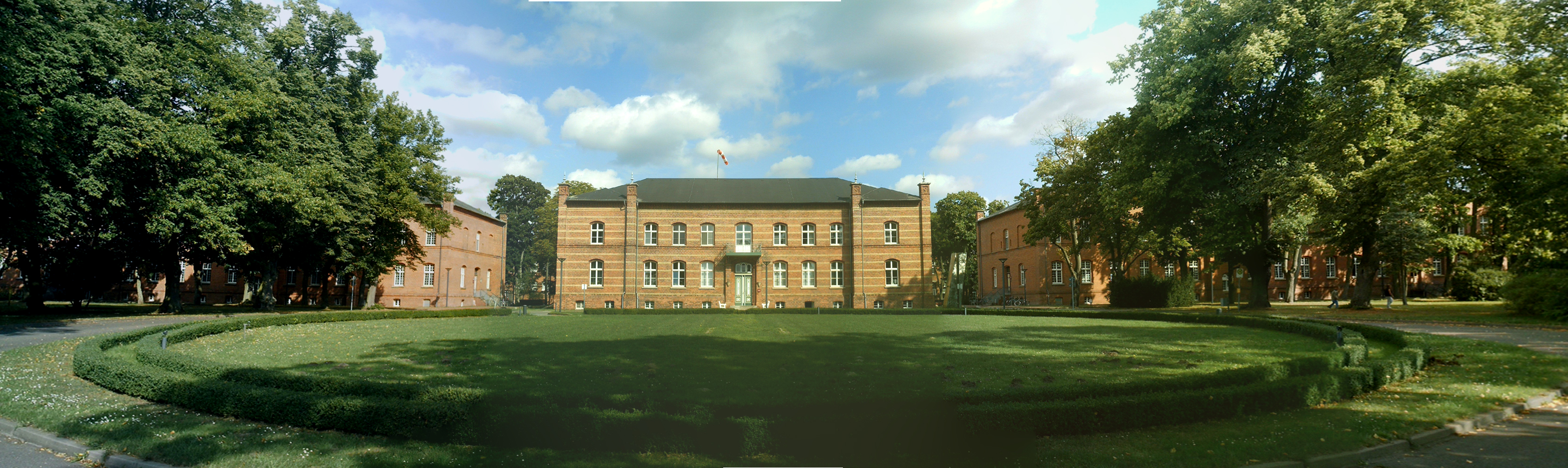
Krankenhaus

Ueckermünde hat seit vielen Jahren eine große psychiatrische Klinik. Die Heilanstalt, heute das „Christophorus-Krankenhaus“, galt gegen Ende des 19. und zu Beginn des 20. Jahrhunderts als ausgesprochen fortschrittlich. Neuartige Behandlungsmethoden und Therapieformen zogen ein. Geistig Kranke und Behinderte wurden nicht mehr nur verwahrt, sondern nach damaligen Maßstäben – soweit möglich – beschäftigt und gefördert.
Mit der Machtergreifung des NS-Regimes änderten sich die politischen Rahmenbedingungen für den Umgang mit psychisch Kranken und Behinderten. Die Ueckermünder Heilanstalt errang traurige Berühmtheit im Zuge der „Vernichtung lebensunwerten Lebens“, als in der so genannten Aktion T4 zehntausende wehrlose Patienten ermordet wurden und zahlreiche Kinder der Kinder-„Euthanasie“ zum Opfer fielen.
Ueckermünde war dabei ganz offenbar ein wichtiges Zentrum dieser Aktion in Vorpommern. Während ein großer Teil der Heilanstalten in der Umgebung aufgelöst und zum Teil in SS-Kasernen umgewandelt wurde, blieb die dortige Einrichtung bestehen. Die Zahl der neu zugeführten Patienten aus aufgelösten Krankenhäusern stieg an, im gleichen Maße explodierte die Sterblichkeit. Hunderte von NS-Krankenmorden wurden mit Hilfe des NS-Sonderstandesamtes vertuscht und als „normale“ krankheitsbedingte Todesfälle in der Statistik des Krankenhauses beurkundet.
Die menschenunwürdige Unterbringung und Behandlung von Behinderten in der Psychiatrie zur Zeit der DDR bis kurz nach der Wende wurden 1993 durch die ARD-Reportage „Die Hölle von Ueckermünde“ des Journalisten Ernst Klee dokumentiert.

### Eingemeindungen
Am 1. Juli 1950 wurde die bis dahin eigenständige Gemeinde Bellin eingemeindet.

## Bevölkerung
| Jahr | Einwohner |
| ---- | --------- |
| 1875 | 4.621     |
| 1880 | 5.405     |
| 1890 | 6.112     |
| 1925 | 7.710     |
| 1933 | 7.809     |

| Jahr | Einwohner |
| ---- | --------- |
| 1939 | 08.981    |
| 1950 | 12.565    |
| 1971 | 11.684    |
| 1981 | 12.230    |
| 1988 | 12.194    |

| Jahr | Einwohner |
| ---- | --------- |
| 1990 | 11.655    |
| 1995 | 11.932    |
| 2000 | 11.526    |
| 2005 | 10.449    |
| 2010 | 09.984    |

| Jahr | Einwohner |
| ---- | --------- |
| 2015 | 8.844     |
| 2020 | 8.472     |
| 2021 | 8.457     |
| 2022 | 8.598     |
| 2023 | 8.638     |

Stand: 31. Dezember des jeweiligen Jahres

## Politik
Sitz des Bürgermeisters ist seit 1999 das Schloss. In der Rathausgasse befindet sich die Stadtverwaltung.

### Stadtvertretung
Die Stadtvertretung von Ueckermünde besteht aus 21 Mitgliedern. Die Kommunalwahl am 9. Juni 2024 führte bei einer Wahlbeteiligung von 56,5 % zu folgendem Ergebnis:
- AfD: 7
- CDU: 6
- BSW: 3
- SPD: 2
- BBU: 2
- FDP: 1

| Partei / Wählergruppe               | Stimmenanteil 2019 | Sitze 2019 |  | Stimmenanteil 2024 | Sitze 2024 |
| ----------------------------------- | ------------------ | ---------- |  | ------------------ | ---------- |
| AfD                                 | –                  | –          |  | 31,6 %             | 7          |
| CDU                                 | 39,0 %             | 8          |  | 28,2 %             | 6          |
| BSW                                 | –                  | –          |  | 16,4 %             | 3          |
| SPD                                 | 16,3 %             | 4          |  | 11,4 %             | 2          |
| Bürgerbündnis Ueckermünde (BBU)     | –                  | –          |  | 08,4 %             | 2          |
| FDP                                 | 03,7 %             | 1          |  | 02,4 %             | 1          |
| Einzelbewerber Erich Toll           | –                  | –          |  | 00,9 %             | –          |
| Freie Wähler Ueckermünde            | 06,7 %             | 1          |  | 00,6 %             | –          |
| Die Linke                           | 18,4 %             | 4          |  | –                  | –          |
| Bündnis für Ueckermünde (Für-Ue.de) | 15,9 %             | 3          |  | –                  | –          |
| Insgesamt                           | 100 %              | 21         |  | 100 %              | 21         |

### Bürgermeister
- 1990–2003: Peter Westphal
- 2003–2013: Heidi Michaelis (PDS)
- 2013–2018: Gerd Walther (Die Linke)
- seit 2019: Jürgen Kliewe (parteilos)

Bei der Bürgermeisterwahl am 26. Mai 2019 wurde Kliewe mit 60,4 % der gültigen Stimmen gewählt. Seine Amtszeit beträgt sieben Jahre.

### Wappen
| Wappen von Ueckermünde | Blasonierung: „In Silber ein aufgerichteter golden bewehrter roter Greif. Auf dem Schild ein vorwärts gekehrter, rot-silbern bewulsteter blauer Helm mit goldenen Spangen, goldenen Beschlägen, goldenem Halskleinod, silbern-roten Decken und zwei goldenen Großbuchstaben „V“ nebeneinander.“ |
| Wappen von Ueckermünde | Wappenbegründung: In dem nach dem Siegelbild eines im Jahre 1284 erwähnten Siegels gestalteten Wappenschild verweist der Greif als Symbol der pommerschen Herzöge auf den Stadtgründer und Stadtherrn. Die Großbuchstaben in lateinischer Schreibweise in dem wohl aus dem letzten Viertel des 16. Jahrhunderts stammenden Vollwappen sind als „UU“ zu lesen und bedeuten „URBS UCRA“ = Stadt an der Uecker. Das Wappen wurde 1994 neu festgelegt und unter der Nr. 41 der Wappenrolle des Landes Mecklenburg-Vorpommern registriert. |

### Flagge
Die Flagge ist längs gestreift von Rot, Weiß und Rot. Die roten Streifen nehmen je ein Viertel, der weiße Streifen nimmt die Hälfte der Höhe des Flaggentuchs ein. In der Mitte des weißen Streifens liegt das Vollwappen der Stadt, das zwei Fünftel der Höhe des Flaggentuchs einnimmt. Die Länge des Flaggentuchs verhält sich zur Höhe wie 5:3.

### Dienstsiegel
Das Dienstsiegel zeigt das Stadtwappen mit der Umschrift „STADT SEEBAD UECKERMÜNDE“.

### Städtepartnerschaften
Es bestehen Städtepartnerschaften zur Gemeinde Pyrzyce in Polen (seit 2017) sowie seit 2007 zu Sande im Landkreis Friesland. Außerdem bestand von 1993 bis 2015 eine Partnerschaft zu Neuwarp (Nowe Warpno) in Polen.

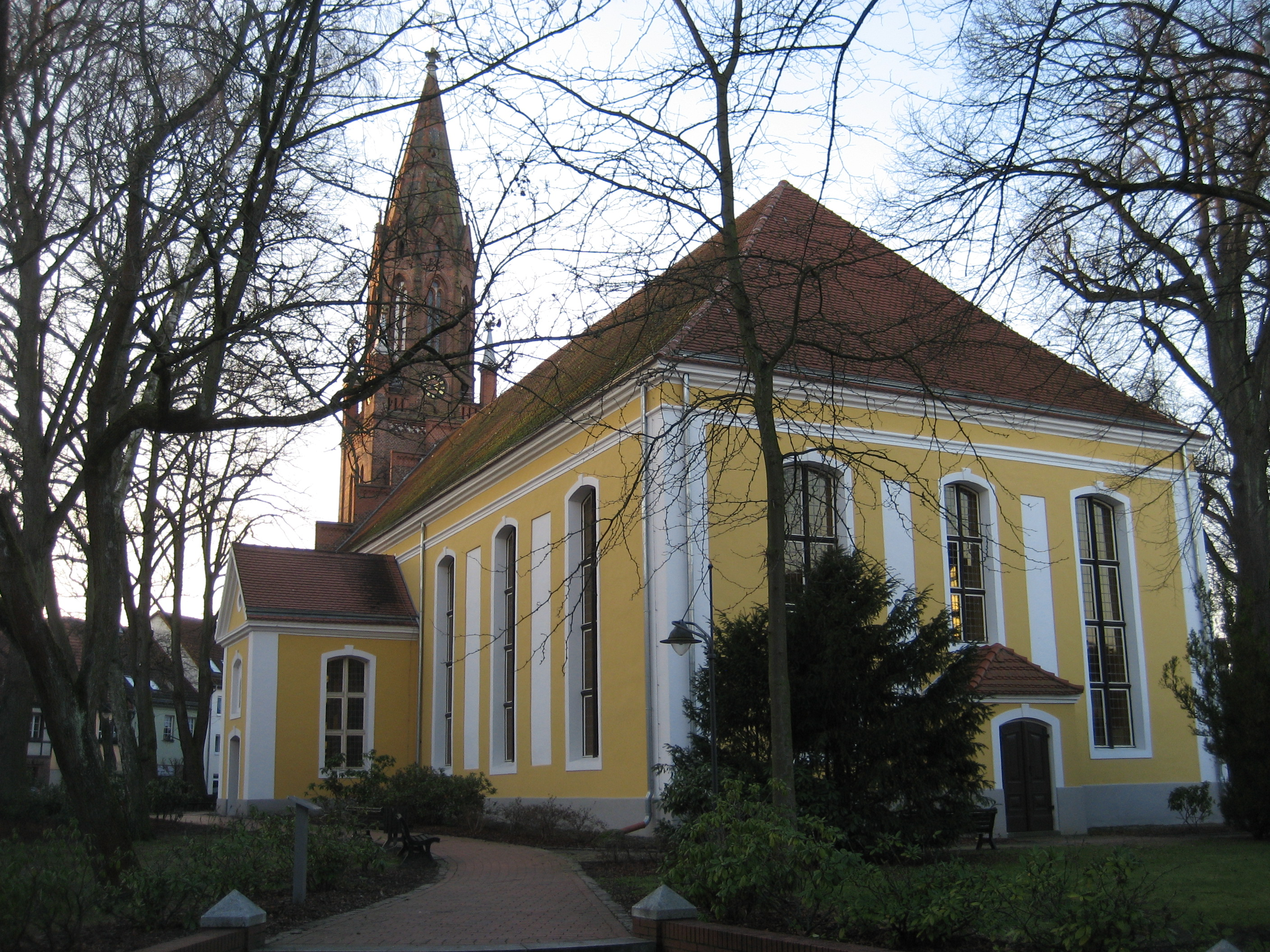
St.-Marien-Kirche

## Sehenswürdigkeiten und Kultur
Siehe auch Liste der Baudenkmale in Ueckermünde

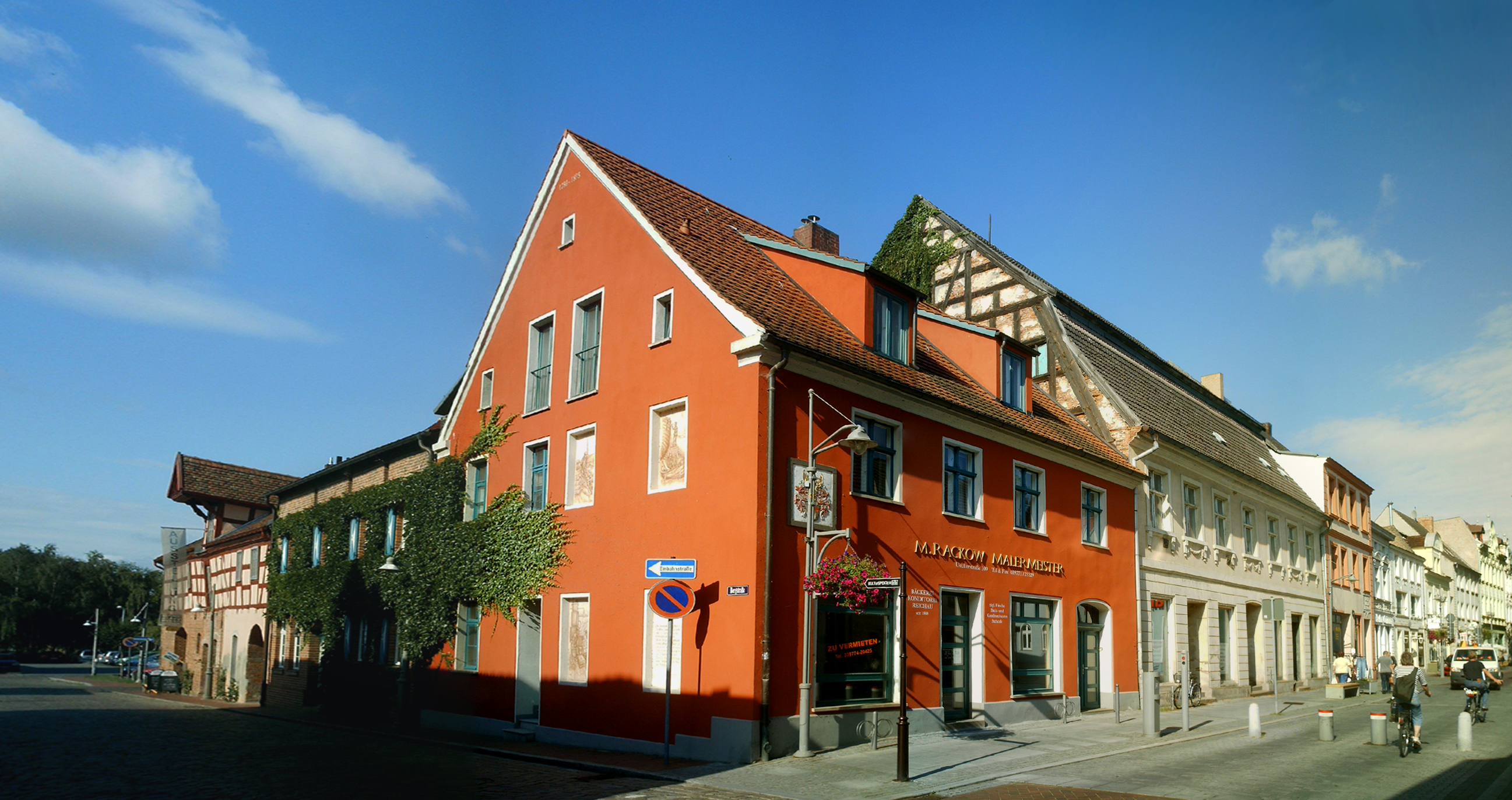
Ueckerstraße Ecke Berggasse

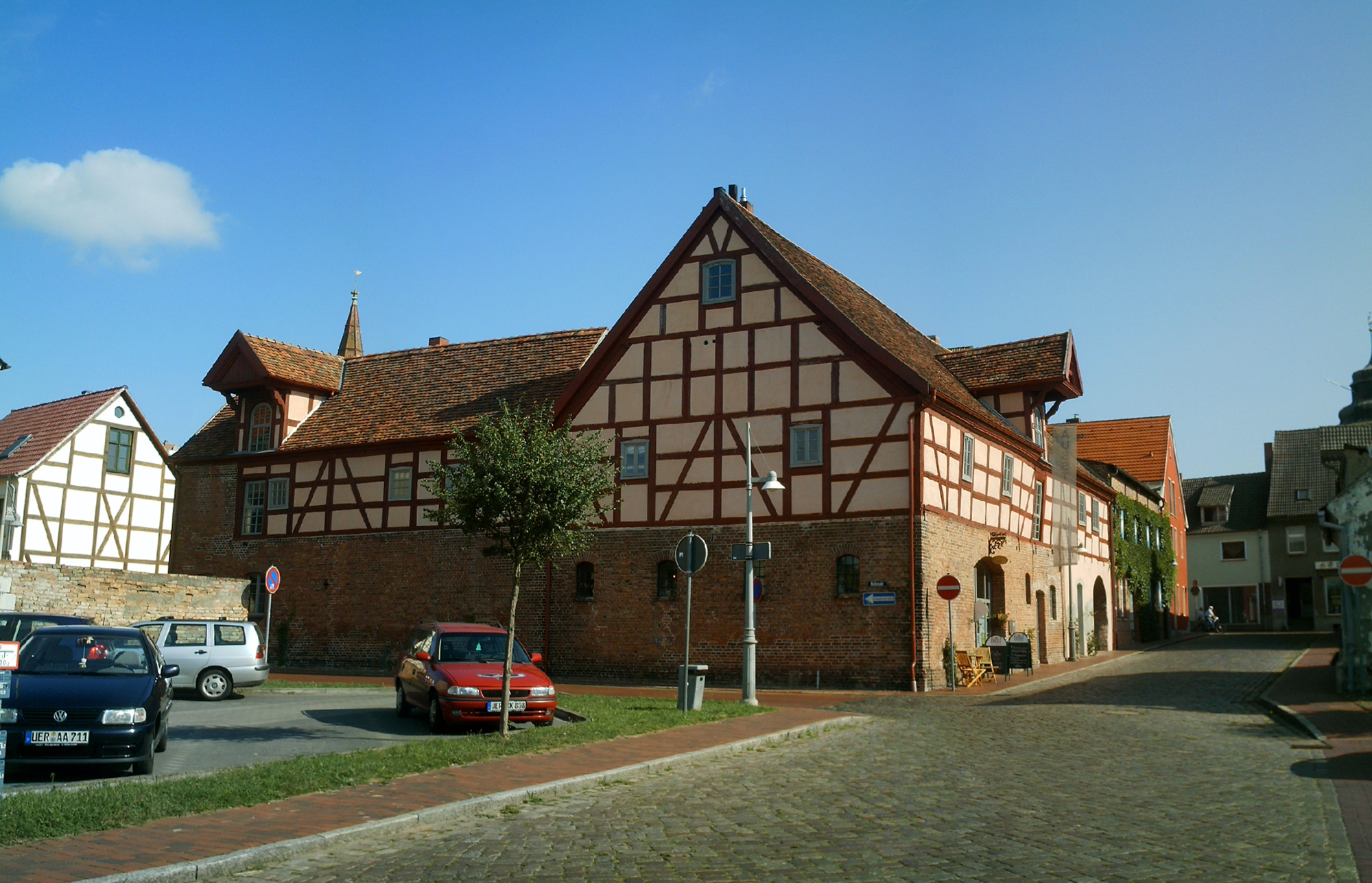
Kulturspeicher

### Bauwerke
- Barocke Marienkirche von 1766, flachgedeckter Langbau mit einer inneren Empore und sehenswertem Kanzelaltar von 1775. Der neugotische Westturm stammt von 1863.
- Fachwerkhaus Rathausgasse 2 (heute Sozialamt) aus der Mitte des 18. Jahrhunderts, 1992 totalsaniert
- Stadthafen mit dem Alten Bollwerk
- Altstadt mit Fachwerk- und Giebelbauten unter anderem am Marktplatz und am Ackerhof. Der ehemalige ellipsenförmige Verlauf der Stadtmauer ist im Stadtgrundriss erkennbar.
- Südflügel des ehemaligen pommerschen Herzogsschlosses, errichtet 1546 unter Einbeziehung des Turmes des Vorgängerbaus, heute Museum und Stadtverwaltung

Gedenkstätten
- Gedenktafel für den Antifaschisten Max Matern an seinem Geburtshaus an der Dorfstraße des Ortsteils Berndshof aus den 1950er Jahren
- Gedenkstätte für den KPD-Vorsitzenden Ernst Thälmann am Platz des Sportlers (früher am Alten Landratsamt) (von 1959)
- Gedenkstätte „Deutsche Ärzte in Spanien 1936 – 1939“[18]
- Mahnmal für die zwischen 1939 und 1945 durch die NS-„Euthanasie“ und die sogenannte T4-Aktion ermordeten Patienten der Provinzial Heil- und Pflegeanstalt auf dem Gelände des Ameos-Klinikums Ueckermünde (von 1991)
- Grabanlage von Frauen und Männern aus der Sowjetunion, Polen und Albanien, die Opfer der Zwangsarbeit wurden, mit 35 Einzelgräbern
- Gedenkstätte mit Gedenkstein zur Erinnerung an den jüdischen Friedhof und die jüdischen Opfer des Faschismus an der Wiesenstraße (von 1961)
- Stolpersteine zur Erinnerung an Ueckermünder Opfer des Nationalsozialismus, unter anderem in der Ueckerstraße.

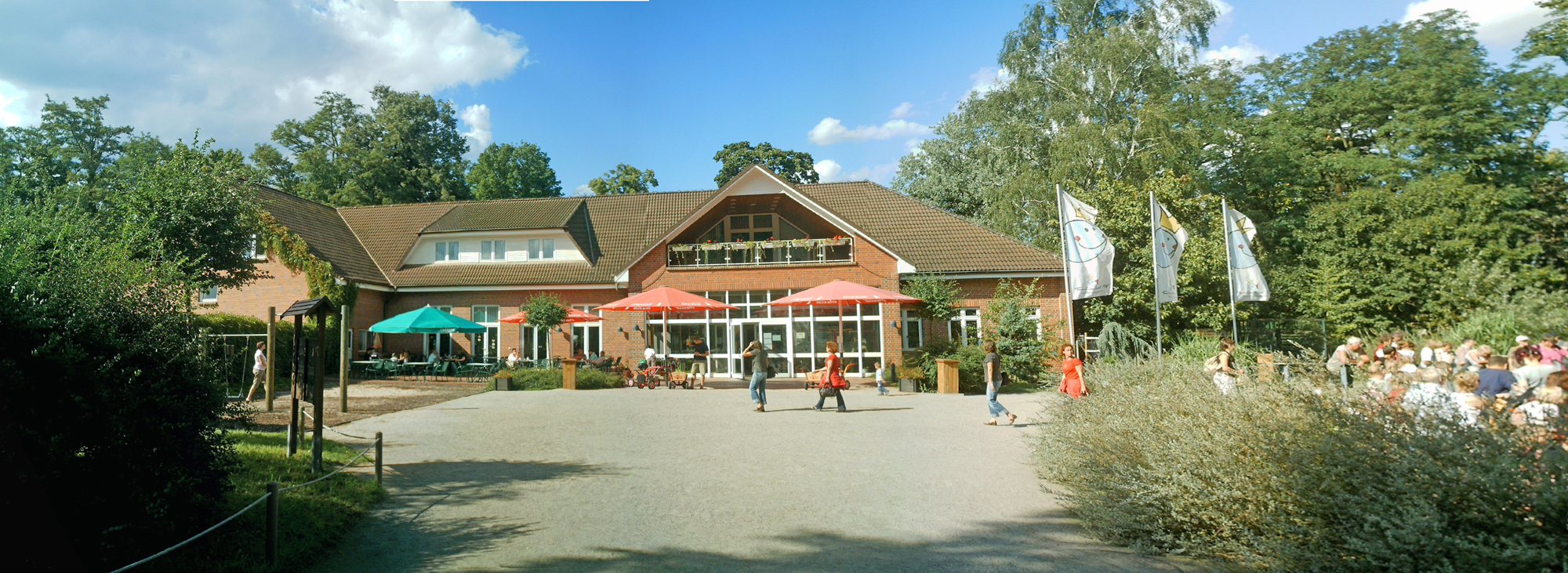
Hauptgebäude des Tierparks Ueckermünde

### Natur

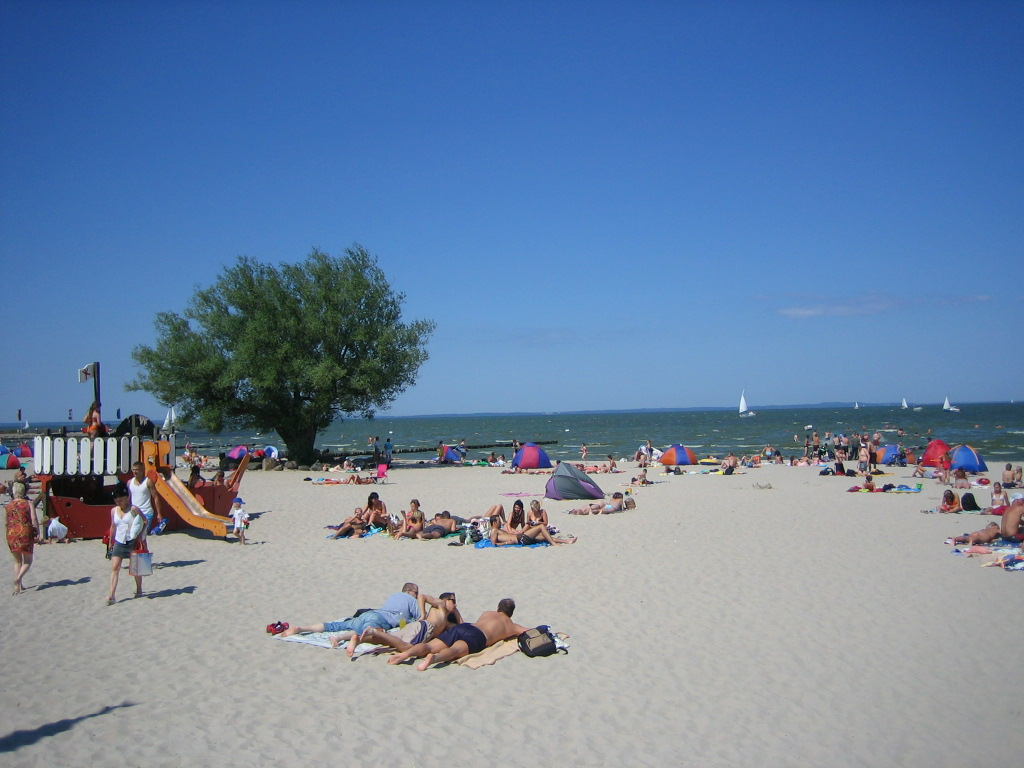
Strand

- Tierpark Ueckermünde mit über 400 Tieren aus 100 Arten. Dazu gehören neben heimischen Haus- und Wildtieren auch verschiedene Affenarten, Löwen, Papageien, Lamas und Kängurus.
- Naturlehrpfad August Bartelt, benannt nach dem Natur- und Heimatforscher der Stadt
- Badestrand Ueckermünder Haff mit über 800 Meter Länge und einer breiten Uferzone
- Naturpark Am Stettiner Haff mit den Fluss-, Wald- und Wiesenlandschaften der Ueckermünder Heide, umschließt die gesamte Stadt landseitig

### Museum
- Das Haffmuseum im Schloss beherbergt eine Ausstellung zur Stadt- und Regionalgeschichte mit Funden und Gegenständen aus
  - der Ur- und Frühgeschichte
  - der Stadtgeschichte
  - den Haupterwerbszweigen des Gebietes Ueckermünde (Gießereiwesen, Ziegelei, Fischerei und Schifffahrt)
  - den Häusern und dem Gewerbe unterschiedlicher Zeitepochen

### Veranstaltungen
- Haff Sail am Stettiner Haff, nach der Hanse Sail und der Müritz Sail die drittgrößte Segelveranstaltung Mecklenburg-Vorpommerns (jedes Jahr im Frühling)
- Hafftage, größtes Volksfest in Mecklenburg-Vorpommern, das 2018 seine 55. Auflage feierte und regelmäßig am vierten Juliwochenende stattfindet[19]
- Haffmarathon, Volkslauf, seit 1982 vom örtlichen Sportverein SV Einheit Ueckermünde jährlich im Frühjahr veranstaltet[20]

## Bildung
In Ueckermünde gibt es das Greifen-Gymnasium, das 2006 aus der Fusion des erst 1994 eingerichteten Albert-Schweitzer-Gymnasiums mit dem Kopernikus-Gymnasium Torgelow hervorging. Weiter gibt es die Regionale Schule Ehm Welk und die Haff-Grundschule. Die Kreismusikschule Uecker-Randow bietet musikalische Förderung an.

## Wirtschaft und Verkehr

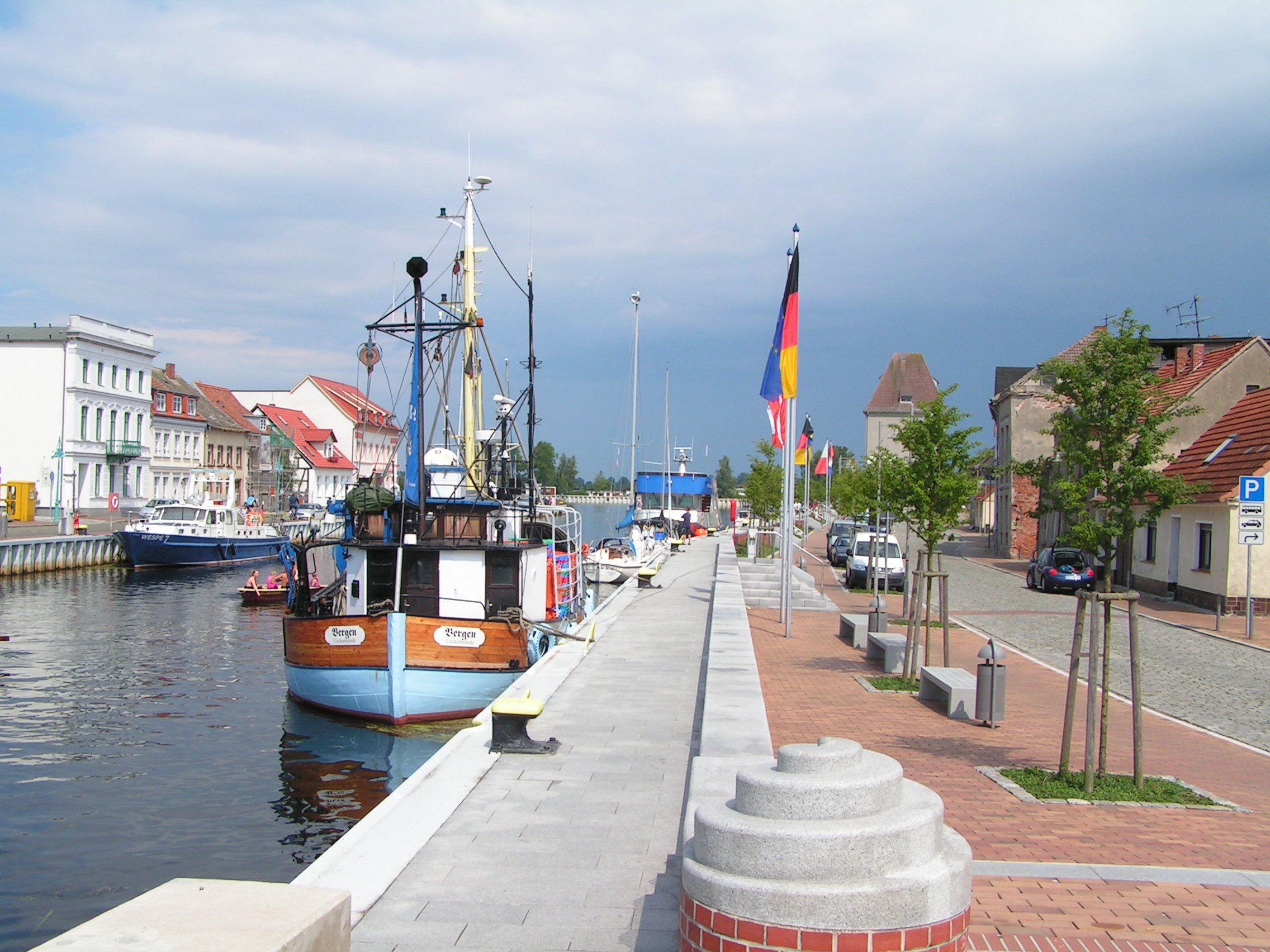
Blick über den Hafen

### Wirtschaft
Die Wirtschaft in Ueckermünde ist heute überwiegend durch den Tourismus geprägt. Die Beherbergungsstätten reichen von kleinen Zimmern in privater Vermietung über 3- bis 4-Sterne-Hotels bis hin zu Ferienwohnungen mit eigenen Bootsliegeplätzen. Seit den späten 1990er Jahren wird neben dem Wassersporttourismus zunehmend der Natur- und Radtourismus ausgebaut.
Mit rund 200 Arbeitsplätzen in der Ueckermünder Gießerei und weiteren mittelständischen Unternehmen u. a. im Bootsbau, der Chemieindustrie und der Holzverarbeitung ist die Stadt ein wichtiger Produktionsstandort für die Region.
Neben dem Stadt- und Yachthafen besitzt Ueckermünde einen Industriehafen. 2013 wurden im Hafen 145.000 t Güter umgeschlagen (2012: 110.000 t).
Am westlichen Stadtrand liegt das AMEOS-Klinikum Ueckermünde. Das Krankenhaus verfügt über einen psychiatrischen Schwerpunkt mit psychiatrischer Ambulanz und Tageskliniken.

### Verkehr
In Ueckermünde kreuzen sich die Landesstraße 28 zwischen Ferdinandshof und Eggesin und die Landesstraße 31 zwischen Ducherow und Altwarp. 13 Kilometer westlich der Stadt verläuft die Bundesstraße 109 von Anklam nach Prenzlau. Die nächstgelegenen Autobahnanschlussstellen sind Pasewalk-Nord und Pasewalk-Süd an der Bundesautobahn 20 (Rostock–Dreieck Uckermark). Der Altstadtkern ist verkehrsberuhigt.
Die Stadt ist Endpunkt der Bahnstrecke Jatznick–Ueckermünde. Mit einer der wenigen Neubaustrecken der letzten Jahre wurde 2009 die Eisenbahnlinie vom damaligen Bahnhof Ueckermünde bis direkt in den Stadthafen verlängert. Es verkehren Züge der Regional-Express-Linie 4 nach Pasewalk. Von dort bestehen Anschlussverbindungen nach Berlin, Stralsund und Neubrandenburg.
Fahrgastschiffe verkehren regelmäßig nach Stettin, Swinemünde und Kamminke auf der Insel Usedom.
Durch die Stadt führen der Radfernweg Berlin–Usedom und der Oder-Neiße-Radfernweg.

### Rettungsstation der DGzRS
Zur Seenotrettung im deutschen Teil des Stettiner Haffs hat die Deutsche Gesellschaft zur Rettung Schiffbrüchiger (DGzRS) 1992 eine Rettungsstation errichtet. Im Hafenbecken an der Mündung der Uecker liegen für die freiwilligen Helfer zwei Boote, um rasch Hilfe zu bringen.

## Persönlichkeiten

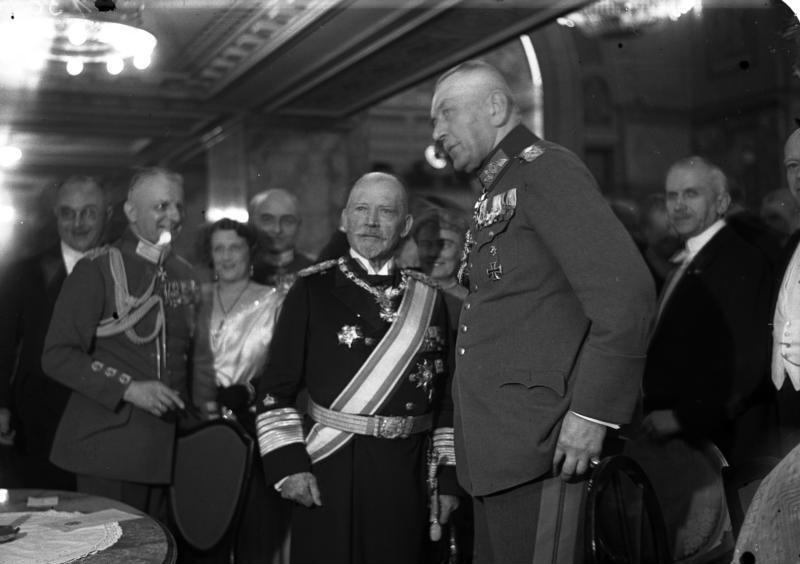
Ludwig von Schröder (mit Schärpe)

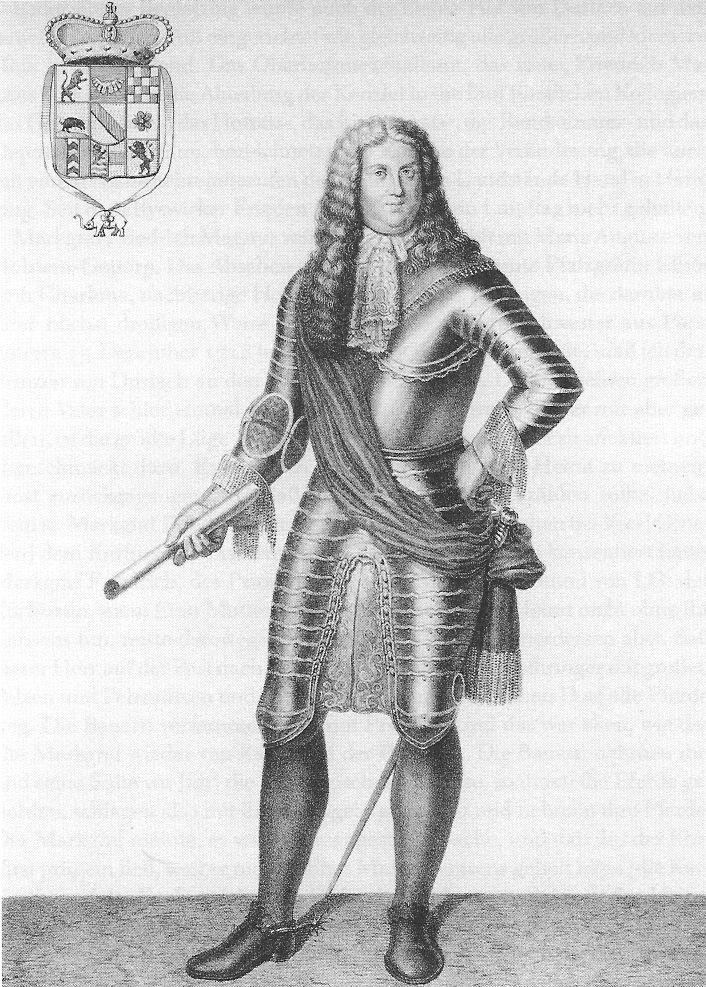
Friedrich VII. Magnus, Markgraf von Baden-Durlach

### Ehrenbürger
- 1836: Johann Gottfried Ravenstein, Prediger und Diakonus
- 1849: Friedrich Wilhelm Wenzel, Jurist
- 1875: Otto Friedrich Weber, Jurist
- 1888: Graf von Rittberg, Landrat
- 1917: Ludwig von Schröder, Admiral
- 1918: Max Münter, Industrieller
- 1924: Ernst Albrecht, Politiker
- 1929: Karl Leitzke, Kaufmann
- 1939: August Bartelt, Lehrer und Organist
- 1975: Machmud Gafarow, Stadtkommandant
- 1985: Ernst Decker, Widerstandskämpfer
- 1999: Marianne Buggenhagen, Behindertensportlerin

### In Ueckermünde geborene Personen

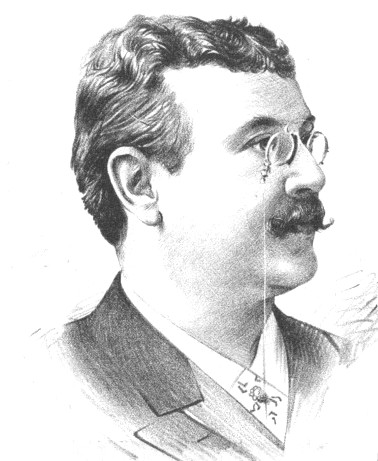
Giulio Perotti 1894

- Bogislaw von Schwerin (1622–1678), brandenburgischer General
- Friedrich VII. Magnus (1647–1709), Markgraf von Baden-Durlach
- Giulio Perotti, eigentlich Julius Prott (1841–1901), Opernsänger
- Max Wegner (1859–1918), Theaterschauspieler und -Regisseur
- Heinrich Fischer (1861–1924), Geograph und Pädagoge
- Georg Thiele (1866–1917), klassischer Philologe
- Robert Kutner (1867–1913), Urologe und Publizist
- August Kobus (1900–1946), Politiker (NSDAP), geboren im Ortsteil Neuendorf
- Max Matern (1902–1935), Kommunist, geboren im Ortsteil Berndshof
- Georg Schewe (1909–1989), Marineoffizier
- Gerhard Krause (1912–1982), Theologe
- Hans Ulrich (1914–?), Politiker (NDPD), PGH-Vorsitzender
- Achim Felz (1933–2024), Architekt
- Gregor Laschen (1941–2018), Herausgeber
- Uwe Saeger (* 1948), Schriftsteller
- Michael Droese (* 1952), Leichtathlet
- Marianne Buggenhagen (* 1953), Behindertensportlerin (Leichtathletik)
- Ulrich van der Heyden (* 1954), Politikwissenschaftler und Hochschullehrer
- Andreas Texter (* 1960), Politiker (CDU)
- Peter Thiede (* 1968), Ruderer
- Kerstin Fiedler-Wilhelm (* 1968), Politikerin (CDU)
- Lutz Hecker (* 1969), Politiker (AfD)
- Katja Piesker (* 1977), Bauforscherin
- Tino Müller (* 1978), Politiker (NPD)
- Ben Zucker (* 1983), Sänger
- Philipp Amthor (* 1992), Politiker (CDU)

## Sonstiges
Das Segelschiff Wappen von Ueckermünde wurde am 5. Mai 2007 von Eva Luise Köhler nach der Stadt Ueckermünde getauft.
Die Seenotrettungsboote Gerhard ten Doornkaat und Eva Ahrens-Thies der DGzRS sind in Ueckermünde stationiert.